# Ахметели-Варкетилская линия
Ахметели-Варкетилская линия (груз. ახმეტელი-ვარკეთილის ხაზი) — первая линия Тбилисского метрополитена.

## Пересадки
| № | Пересадка на линию   | Со станции         | На станцию         |
| - | -------------------- | ------------------ | ------------------ |
| 2 | Сабурталинская линия | Садгурис моедани-1 | Садгурис моедани-2 |

## Станции
- «Ахметелис театри» (Театр Ахметели)
- «Сараджишвили»
- «Гурамишвили»
- «Грмагеле»
- «Дидубе»
- «Гоциридзе»
- «Надзаладеви»
- «Садгурис моедани-1» (Вокзальная площадь-1)
- «Марджанишвили»
- «Руставели»
- «Тависуплебис моедани» (Площадь Свободы)
- «Авлабари»
- «300 Арагвели» (300 Арагвинцев)
- «Исани»
- «Самгори»
- «Варкетили»

## Характеристики станций
Все станции Ахметели-Варкетилской линии, кроме «Гоциридзе», имеют островные платформы.

### Типы станций
На сегодняшний день на Ахметели-Варкетилской линии имеются станции следующих типов:

#### Колонная станция мелкого заложения
В Тбилиси, станции такого типа появились на пусковом участке «300 Арагвели» — «Самгори». Такие станции располагаются на глубине не более 15 метров и имеют высокую пропускную способность в часы пик. 
На 2025 год таких станций на Ахметели-Варкетилской линии, одна — «Самгори» (1971).

#### Односводчатая станция глубокого заложения
Данный тип станции не имеет никаких конструктивных элементов, помимо свода, и представляет собой однообъёмный большой зал. Станционный зал расположен на глубине от 20 метров. На Ахметели-Варкетилской такие станции появились на пусковых участках «Дидубе» — «Гурамишвили» и «Самгори» — «Варкетили» в 1985 году.
На 2025 год таких станций на Ахметели-Варкетилской линии, 3 — «Гурамишвили», «Грмагеле» и «Варкетили» (1985).

#### Наземная станция
На 2025 год таких станций на Ахметели-Варкетилской линии, 2 — «Дидубе» и «Гоциридзе» (1966).

#### Колонная станция глубокого заложения
В Тбилиси станции такого типа появились в первой очереди на пусковом участке «Дидубе» — «Руставели» в 1966 году.
На 2025 год таких станций на Ахметели-Варкетилской линии, 5 — «Ахметелис театри», «Сараджишвили» (1989), «Руставели» (1966), «Тависуплебис моедани» (1967), и «Исани» (1971).

#### Пилонная станция глубокого заложения
В Тбилиси станции такого типа появились в первой очереди на пусковом участке «Дидубе» — «Руставели» в 1966 году.
На 2025 год таких станций на Ахметели-Варкетилской линии пять: «Надзаладеви», «Садгурис моедани-1», «Марджанишвили» (1966), «Авлабари» и «300 Арагвели» (1967).

## Перспективы развития
В начале 2025 года мэрия Тбилиси озвучила идею продления линии по одной станции с каждой стороны, для чего Тбилисской транспортной компанией был заказан отчет по расходам и плану строительства. По предварительным планам рассматривается продление ветки от станции Ахметелис Театри на 2,2 км и от станции Варкетили на 3 км (суммарно на 5,2 км). Однако точных местоположений и названий станций не озвучено. Можно предположить, что от Варкетили линия будет продлена до района Вазисубани, как это предполагалось по советскому плану строительства (что так же соответствует расстоянию), но от Ахметелис Театри, скорее всего, линия отойдет от старых планов, в связи с закрытием производств в сторону Тбилисского моря, и пойдет вдоль улиц Ильи Векуа и Омара Хизанишвили вглубь микрорайонов Глдани, куда в своё время имелись планы по закладке скоростного трамвая

## Факты
- Самый длинный перегон — Грмагеле-Дидубе (1898 метров)[4]. Самый короткий — Дидубе-Гоциридзе (827 метров)[4].
- Самая многолюдная станция — Садгурис Моедани-1. Самая малолюдная – Гоциридзе
- Платформы рассчитаны на 5 вагонов, но курсируют 4-вагонные составы. В настоящее время руководство метрополитена не планирует добавлять пятый вагон, несмотря на увеличение пассажиропотока.
- В информаторах поездов, а также на официальных схемах линия фигурирует как "Первая линия", в то время, как Сабурталинская линия обозначается собственным именем.

## Хронология сдачи участков
- 11 января 1966: Дидубе — Руставели
- 6 ноября 1967: Руставели — 300 Арагвели
- 10 мая 1971: 300 Арагвели — Самгори
- 9 ноября 1985: Самгори — Варкетили
- 16 ноября 1985: Дидубе — Гурамишвили (без Грмагеле)
- 28 ноября 1985: Грмагеле
- 7 ноября 1989: Гурамишвили — Ахметелис театри
- 18 марта 2023: Гоциридзе (повторное открытие)

## Галерея

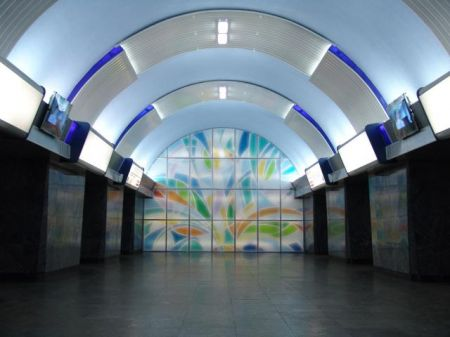
станция Авлабари (обновлённая)
станция Исани (обновлённая)
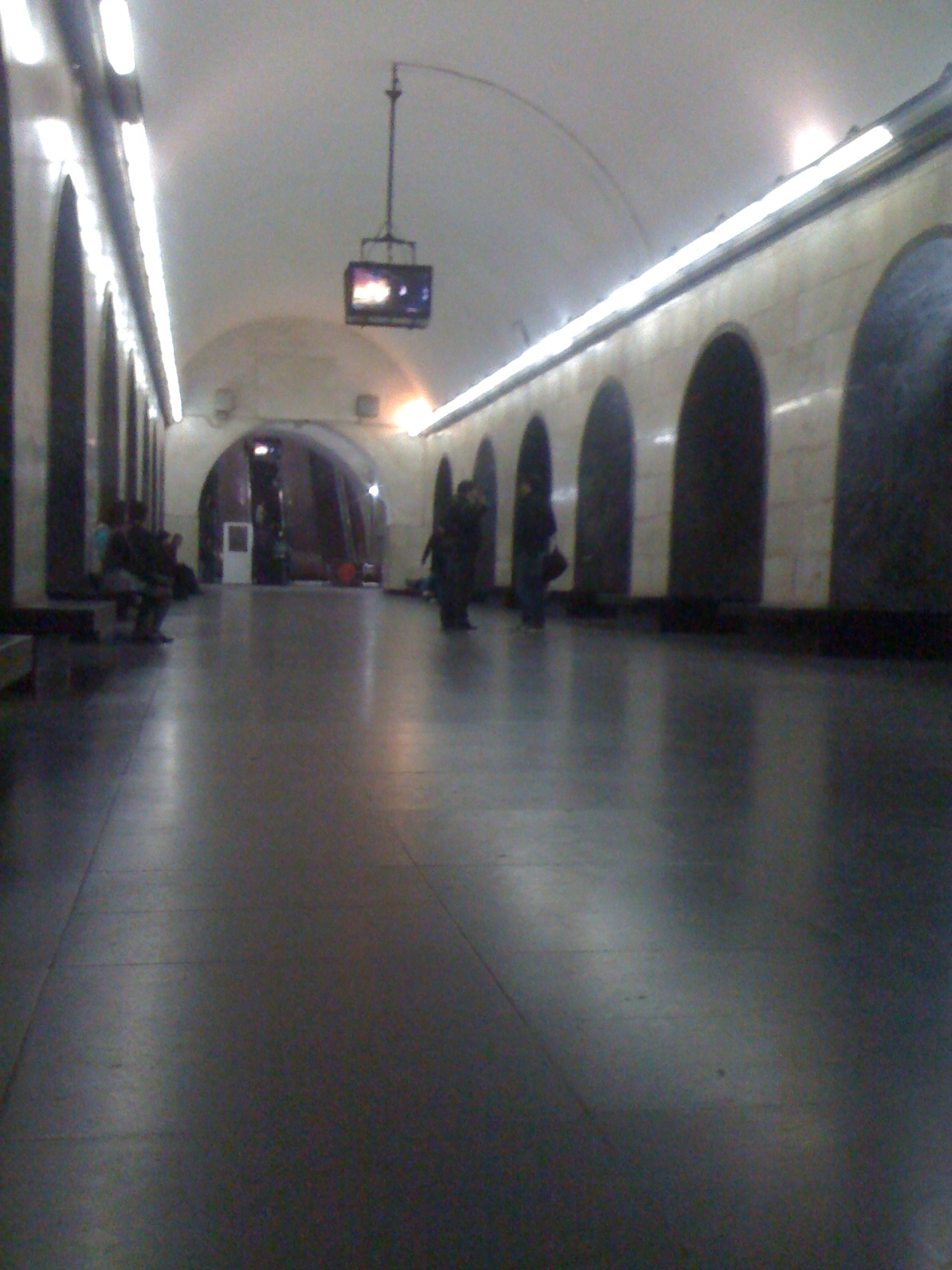
станция Марджанишвили
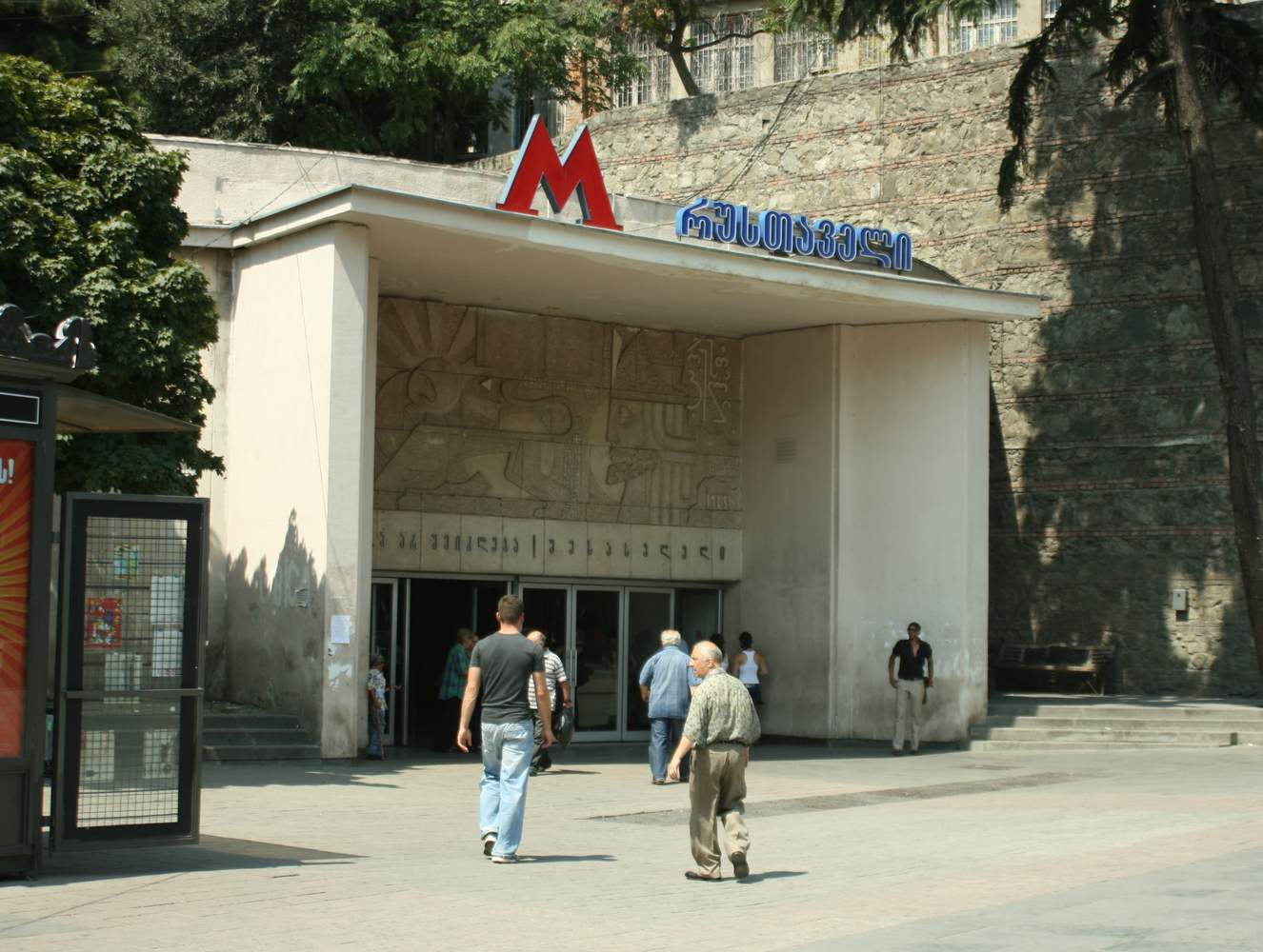
станция Руставели, павильонный вестибюль
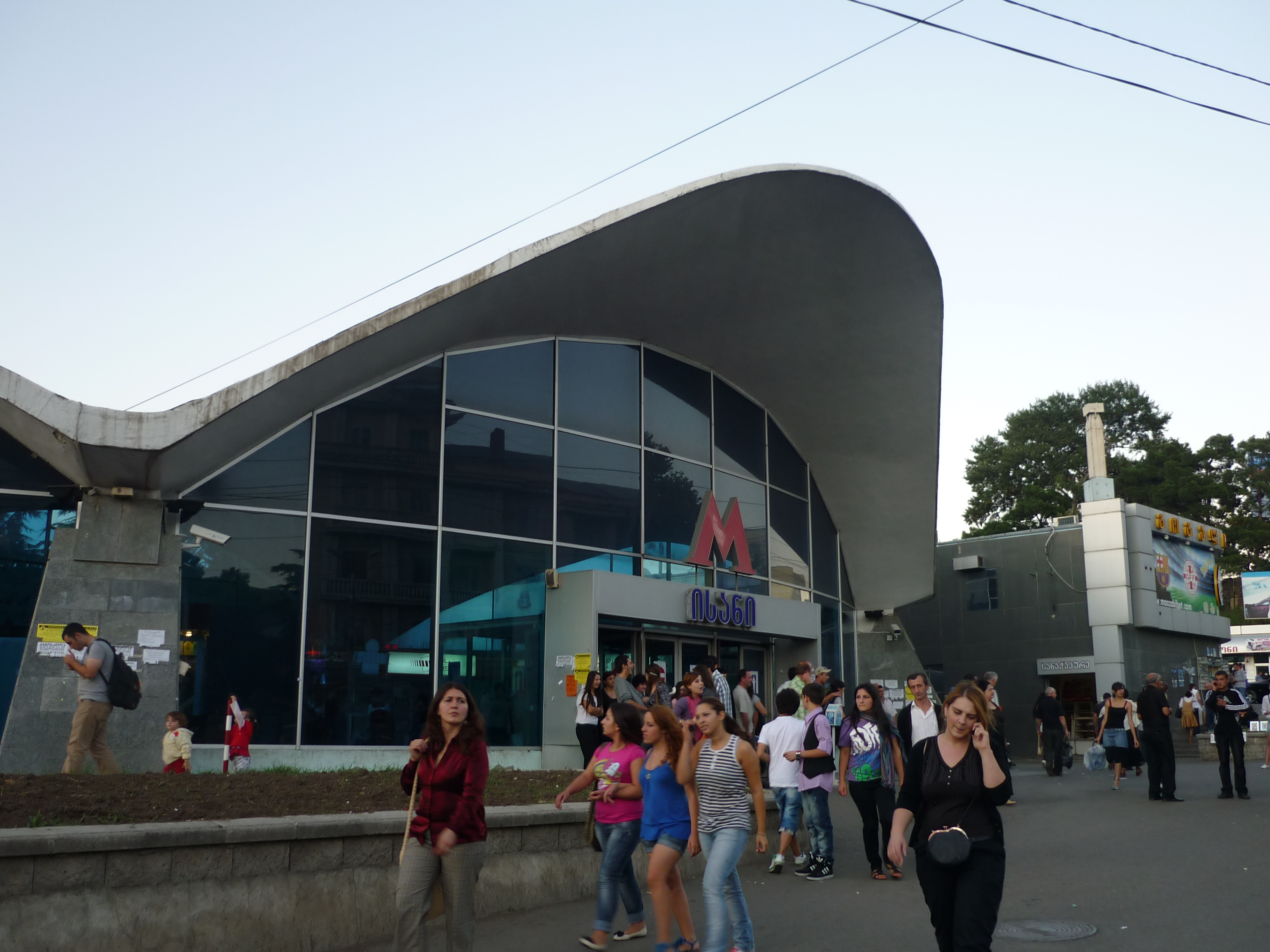
станция Исани, павильонный вестибюль
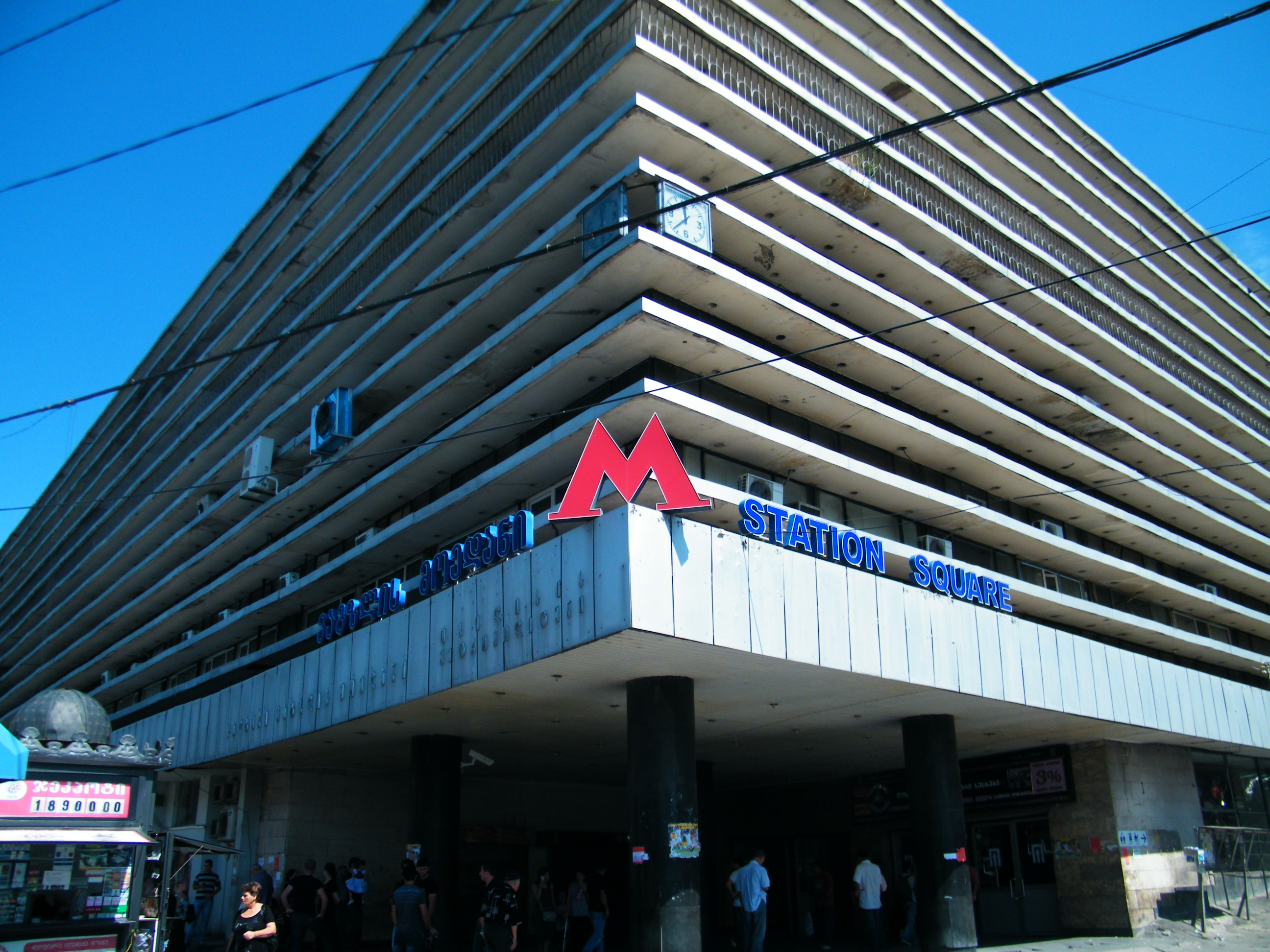
станция Садгурис моедани-1, встроенный вестибюль
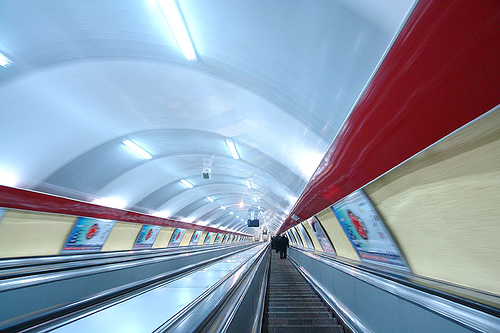
станция Тависуплебис моедани, наклонный ход (обновлённый)
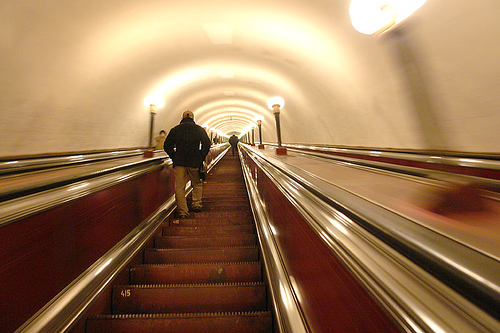
станция Руставели, наклонный ход)